# Витри-ле-Круазе
Витри́-ле-Круазе́ (фр. Vitry-le-Croisé) — коммуна во Франции, находится в регионе Шампань — Арденны. Департамент — Об. Входит в состав кантона Эссуа. Округ коммуны — Труа.
Код INSEE коммуны — 10438.
Коммуна расположена приблизительно в 185 км к юго-востоку от Парижа, в 95 км южнее Шалон-ан-Шампани, в 45 км к юго-востоку от Труа.

## Население
Население коммуны на 2008 год составляло 265 человек.
| 1962 | 1968 | 1975 | 1982 | 1990 | 1999 | 2008 |
| ---- | ---- | ---- | ---- | ---- | ---- | ---- |
| 372  | 381  | 364  | 300  | 313  | 285  | 265  |

## Администрация
| Период | Период | Фамилия       | Партия | Примечания |
| ------ | ------ | ------------- | ------ | ---------- |
| 2001   | 2008   | Жан-Люк Лорен |        |            |
| 2008   |        | Бернар Леметр |        |            |

## Экономика
В 2007 году среди 160 человек в трудоспособном возрасте (15—64 лет) 112 были экономически активными, 48 — неактивными (показатель активности — 70,0 %, в 1999 году было 68,4 %). Из 112 активных работали 111 человек (63 мужчины и 48 женщин), безработным был 1 мужчина. Среди 48 неактивных 13 человек были учениками или студентами, 16 — пенсионерами, 19 были неактивными по другим причинам.